# 오타 스케요시 (1854년)

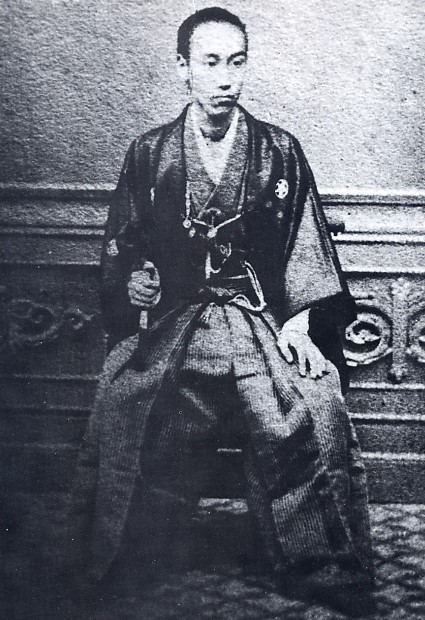
오타 스케요시

오타 스케요시(일본어: 太田資美, 1854년 3월 22일 ~ 1913년 12월 28일)는 막말의 다이묘이다. 엔슈 가케가와번 제7대 번주, 가즈사 시바야마 번주, 동국 마쓰오 번지사를 지냈다. 가케가와 번 오타가(掛川藩太田家) 제11대 당주.
가케가와 번주 오타 스케토모의 7남(가케가와 번 선대 번주 오타 스케카쓰의 4남이라는 설도 있다.)으로 태어났다.
| 전임 오타 스케카쓰 | 제7대 가케가와번 번주 (오타가) 1862년 ~ 1868년 | 후임 슨푸번으로 편입 및 폐번 |

|  | 시바야마 번 번주 (오타가) 1868년 ~ 1871년 | 후임 마쓰오로 진야 이전 |

|  | 마쓰오 번 번주 (오타가) 1871년 | 후임 폐번치현 |